# Live aus Berlin
Live aus Berlin! је снимак немачког састава из 1998. године, али објављеног годину касније тј. 1999. године Овај концерт је реализован у неколико различитих формата медија тј. објављено је:
- са 15 песама
- Двоструки (лимитирано издање укључујући и песме
- Цензурисани видео-снимак (без Bück dich)
- Нецензурисани видео (са Bück dich)

## Списак песама са CD-a
-{
1. "Spiel mit mir" 5:22
2. "Bestrafe mich" 3:49
3. "Weißes Fleisch" 4:35
4. "Sehnsucht" 4:25
5. "Asche zu Asche" 3:24
6. "Wilder Wein" 5:17
7. "Heirate mich" 6:16
8. "Du riechst so gut" 5:24
9. "Du hast" 4:27
10. "Bück dich" 5:57
11. "Engel" 5:57
12. "Rammstein" 5:29
13. "Laichzeit" 5:14
14. "Wollt ihr das Bett in Flammen sehen?" 5:52
15. "Seemann" 6:54

}-

## Списак песама са нецензурираног DVD-а
-{
1. "Spiel mit mir" 6:20
2. "Herzeleid" 3:58
3. "Bestrafe mich" 3:51
4. "Weißes Fleisch" 4:34
5. "Sehnsucht" 4:25
6. "Asche zu Asche" 3:26
7. "Wilder Wein" 5:38
8. "Klavier" 4:49
9. "Heirate mich" 7:48
10. "Du riechst so gut" 5:24
11. "Du hast" 4:34
12. "Bück dich" 5:48
13. "Engel" 6:33
14. "Rammstein" 5:43
15. "Tier" 3:42
16. "Laichzeit" 5:15
17. "Wollt ihr das Bett in Flammen sehen?" 6:23
18. "Seemann" 8:26

}-